# Wakefieldiomyces
Wakefieldiomyces — рід грибів родини Clavicipitaceae. Назва вперше опублікована 1981 року.

## Класифікація
До роду Wakefieldiomyces відносять 2 види:
- Wakefieldiomyces peltata
- Wakefieldiomyces peltatus